# Meurtre au port
Pour plus de détails, voir Fiche technique et Distribution.
Meurtre au port (titre original : Nobody Lives Forever) est un film noir américain réalisé par Jean Negulesco, sorti en 1946.
Il s'agit de l'adaptation du roman Fin de parcours (Nobody Lives Forever) écrit par W. R. Burnett en 1943.

## Synopsis
L'arnaqueur Nick Blake (John Garfield) sort de l'hôpital de l'armée à New York après avoir guéri de ses blessures subies sur le front de la Seconde guerre mondiale. Il récupère de l'argent auprès d'une ex-petite amie (Faye Emerson) et se rend à Los Angeles avec son meilleur ami (George Tobias) où ils organisent une arnaque avec Doc Ganson (George Coulouris) contre la riche veuve Gladys Halvorsen (Geraldine Fitzgerald). Nick doit la séduire mais finit par tomber amoureux d'elle, ce qui le met dans une situation difficile vis-à-vis de ses partenaires de crime.

## Fiche technique
- Titre français : Meurtre au port
- Titre original : Nobody Lives Forever
- Réalisateur : Jean Negulesco
- Producteur : Robert Buckner
- Scénario : W. R. Burnett
- Musique : Adolph Deutsch
- Photographie : Arthur Edeson
- Montage : Rudi Fehr
- pays : États-Unis
- Compagnie de production et de distribution : Warner Bros.
- Format : Noir et blanc - Aspect Ratio : 1.37 : 1 - son : Mono (RCA Sound System)
- genre : film noir
- Durée : 100 min
- Date de sortie : 
  - États-Unis : 1er novembre 1946

## Distribution
- John Garfield : Nick Blake
- Geraldine Fitzgerald : Gladys Halvorsen
- Walter Brennan : Pop Gruber
- Faye Emerson : Toni Blackburn
- George Coulouris : Doc Ganson
- George Tobias : Al Doyle, l'ami de Nick
- Robert Shayne : Chet King
- Richard Gaines : Charles Manning
- Richard Erdman : Bellboy
- James Flavin : Shake Thomas, l'un des homes de Doc
- Ralph Peters : Windy Mather, associé de Doc

## Sources
- Meurtre au port sur Notre Cinéma

- (en) Cet article est partiellement ou en totalité issu de l’article de Wikipédia en anglais intitulé « Nobody Lives Forever (film) » (voir la liste des auteurs).